# Marjorie Estiano
Marjorie Estiano (8. ožujak 1982., Curitiba, Brazil) je brazilska pjevačica i glumica.

## Filmografija

### Filmovi
- 2011: "Malu de Bicicleta" ... Sueli[1]
- 2012: "Apneia" ... Giovanna[2]
- 2012: "O Tempo e o Vento" ... Bibiana[3]

### Telenovele
- 2003 - 2005: Malhação ... Natasha Ferreira[4][5]
- 2006: Páginas da Vida ... Marina Andrade Rangel[6]
- 2007: Duas Caras ... Maria Paula Fonseca do Nascimento[7][8]
- 2009: Caminho das Índias ... Tônia - Antônia Cavinato[9][10][11]
- 2011: A Vida da Gente ... Manuela Fonseca[12][13]
- 2012: Lado a Lado ... Laura Assunção[14][15][16]

### Serije
- 2006: Sob Nova Direção ... Nely Li
- 2010: S.O.S. Emergência ... Flávia Menezes
- 2011: Amor em Quatro Atos ... Letícia[17]
- 2011: Cine Conhecimento ... Marjorie Estiano

## Kazalište
- 1999: "Clarisse"
- 2002 - 2003: ""Beijos, Escolhas e Bolhas de Sabão"
- 2003: "Barbara não lhe Adora"
- 2009 - 2010: "Corte Seco"
- 2011: "Inverno da Luz Vermelha"
- 2012 - 2013: O Desaparecimento do Elefante[18][19]

## Diskografija
- Marjorie Estiano[22]
- Flores, Amores e Bla, blá, blá[23]
- Marjorie Estiano e Banda ao Vivo[24]